# Ртищев, Григорий Иванович
Григорий Иванович Ртищев (ум. 1671) — русский военный и государственный деятель, калужский воевода (1646—1649), стряпчий (1650), постельничий (1656), думный дворянин (1669), единственный сын Ивана-Сергия Давыдовича Ртищева. Представитель дворянского рода Ртищевых.

## Биография
Начал службу в звании лихвинского городового дворянина. В 1636 году служил в Калуге стрелецким головой. В ноябре 1646 года Григорий Иванович Ртищев был назначен воеводой в Калуге, где пробыл три года. Таким быстрым возвышением по службе он был обязан своему двоюродному брату Михаилу Алексеевичу Ртищеву, ставшему стряпчим с ключом, затем постельничим и доверенным лицом молодого царя Алексея Михайловича.
15 (25) ноября 1649 года Г. И. Ртищев за службу «по Лихвину многие годы» был пожалован в московский список дворян. 15 (25) августа 1650 года Григорий Иванович Ртищев был пожалован в стряпчие с ключом. Г. И. Ртищев получил поместный оклад в 1000 четвертей и 12 рублей жалованья. Царь Алексей Михайлович поручил объявить Г. И. Ртищеву о назначении в стряпчие думному разрядному дьяку С. И. Заборовскому, который стал местничать с первым. Царь приказал «за Григорьево бесчестье Ртищева, что за него бил челом», заключить дьяка Заборовского в темницу.
Григорий Иванович Ртищев сопровожда царя Алексея Михайловича в его богомольных походах (в монастырь Саввы Сторожевского 15 (25) января 1652 года, пять раз в Троице-Сергиеву лавру в 1650-1652 годах) и в подмосковные села (16 (26) апреля 1651 года в село Покровское).
В 1654 году Г. И. Ртищев, находившийся в чине есаула и головы жильцов в царском полку, участвовал в первом походе царя Алексея Михайловича на Великое княжество Литовское. 11 (21) июня он и несколько других голов с их сотнями были отправлены царем в Дорогобуж, к воеводе Петру Васильевичу Большому Шереметеву, для преследования напавших на уезд польско-литовских отрядов, но не догнали их. В остальное время смоленского похода Г. И. Ртищев находился при царской особе. 12 (22) мая 1656 года Григорий Иванович Ртищев был пожалован в постельничие. В мае того же 1656 года Г. И. Ртищев сопровождал царя Алексея Михайловича в походе на Ригу, где носил звание головы сотни жильцов в царском полку. После окончания рижского похода Григорий Ртищев получил в награду за свою службу 40 рублей жалованья.
В дальнейшем постельничий Григорий Иванович Ртищев, руководя царской Мастеровой Палатой, начальствовал над дворцовыми стряпчими и исполнял многие другие обязанности. Участвовал во встречах персидского и венгерского послов в 1658 и 1661 годах.
В 1661 году царь Алексей Михайлович, покровительствовавший семье Ртищевых, удовлетворил челобитье постельничего Григория Ивановича Ртищева о том, чтобы его сын Максим Григорьевич не считался в отряде князя Юрия Алексеевича Долгорукова ниже стольников и воевод О. Сукина и С. Змиева.
13 (23) апреля 1669 года Григорий Иванович Ртищев был пожалован в думные дворяне. 29 января (8 февраля) 1671 года Г. И. Ртищев присутствовал на второй свадьбе царя Алексея Михайловича с Натальей Кирилловной Нарышкиной.
В том же 1671 году думный дворянин Григорий Иванович Ртищев скончался, оставив после себя четырёх сыновей: Максима, Фёдора, Тимофея и Луку.
- Максим Григорьевич Ртищев (ум. 1686), дворянин московский, полковой и городовой воевода

- Фёдор Григорьевич Ртищев (ум. 1701), стряпчий, стольник, воевода в Калуге и Гдове

- Тимофей Григорьевич Ртищев (ум. 1709), стольник и полковой воевода

- Лука Григорьевич Ртищев (ум. 1700), вначале стольник царицы Прасковьи Федоровны, затем царский стольник.